# Über dem Jenseits
Über dem Jenseits (Originaltitel: …E tu vivrai nel terrore! L'aldilà), auch bekannt unter dem Titel Die Geisterstadt der Zombies, ist ein Horrorfilm mit Splatter-Elementen von Lucio Fulci aus dem Jahre 1981. Die Beschlagnahmung des Films in Deutschland wurde im Oktober 2024 nach 38 Jahren aufgehoben.

## Handlung
Eine Gruppe von Männern dringt in ein Hotel in Louisiana ein und schlägt den Maler Schweick, der gerade noch an einem Bild gearbeitet hat, blutig und kreuzigt diesen schließlich an einer Wand im Keller des Gebäudes. Danach wird er mit ungelöschtem Kalk überschüttet. An der Wand sieht man ein Zeichen, ein Kreuz mit einer Schleife. Eine Frau im Haus liest während dieser Handlungen aus dem Buch Eibon eine Art Prophezeiung vor.
54 Jahre später will Lisa, die das Haus geerbt hat, es renovieren und zukünftig wieder als Hotel nutzen. Als sie gerade mit Martin ins Haus geht, fällt ein Maler vom Gerüst, den aus einem Fenster ein Gesicht mit zwei weißen Augen angeschaut hat. Sie rufen einen Arzt und Martin entdeckt ein Bild. Als er dieses von Spinnenweben befreien will, fängt die Gästeglocke an zu klingen, sie wurde in Zimmer 36 betätigt.
Ein Klempner betritt das Haus und sieht im unter Wasser stehenden Keller nach dem Schaden. Er schlägt ein Loch in die Wand, aus der das Wasser austritt. Man sieht im Raum dahinter das Kreuz mit der Schleife. Der Klempner geht durch das Loch und dann löst sich die Wand teilweise auf. Als er schauen will, was dahinter liegt, wird er von einer Hand aus dem Loch getötet.
Lisa fährt derweil in die Stadt. Auf dem Weg dorthin wird sie von einer blinden Frau mit Hund aufgehalten, die in der Mitte der Fahrbahn steht. Sie stellt sich als Emily vor und rät Lisa, das Hotel wieder aufzugeben. In der Zwischenzeit hat Martha, eine Angestellte Lisas, die Leiche von dem Klempner Joe entdeckt, daneben noch einen schon länger toten Menschen. Beide Leichen werden in das Labor des Krankenhauses gebracht. Die Frau des Klempners betritt das Labor mit den Toten, während die Tochter draußen wartet. Letztere hört Schreie und sieht ihre Mutter am Boden liegen, wie sie mit Schwefelsäure übergossen wird. Als sie weglaufen will, erwarten sie an der Tür weitere Untote.
Als Lisa von einem Treffen nach Hause kommt, wird sie bereits von Emily erwartet. Sie fragt sie, warum sie ihren Rat nicht befolgt hat und erzählt ihr dann, dass das Haus auf einem der sieben Tore des Schreckens gebaut wurde. Emily meint, dass sie nicht allein im Haus sind, als sie das Bild des Malers betastet, klingelt die Zimmerglocke aus Raum 36. Sie erzählt, dass dies der Raum des gekreuzigten Malers war. Als sie dann die Hände vom Bild nimmt, sind sie blutig, woraufhin sie aus dem Haus flüchtet.
Lisa will der Sache auf den Grund gehen und begibt sich in Zimmer 36. Dort entdeckt sie das Buch Eibon, in einem Nebenzimmer sieht sie die Leiche des gekreuzigten Schweick hängen. Als sie kurz darauf mit dem Arzt John in das Zimmer geht, ist die Leiche jedoch verschwunden. Martin geht derweil zum Rathaus, um die Baupläne zu holen. Als er im Bauplan etwas interessantes entdeckt, wird er von einem Blitz derart erschreckt, dass er von der Leiter stürzt. Verletzt auf dem Boden liegend wird er von herannahenden Vogelspinnen durch Bisse getötet.
John betritt Emilys Haus und stellt fest, dass dort niemand lebt. Dafür entdeckt er dort das Buch Eibon. Im Haus von Lisa reinigt Martha unterdessen das Zimmer 36 und wird vom toten Klempner, der aus einer Badewanne entsteigt, umgebracht. John entdeckt im Krankenhaus das Kreuz mit der Schleife am Arm des toten Schweick. Emily wird unterdessen von den Toten besucht und fleht diese an, sie in Ruhe zu lassen. Sie meint, dass sie alles getan habe, was man von ihr wollte, und dass sie auf keinen Fall wieder zurückkehren möchte. Ihr Hund verteidigt sie zwar, bringt sie aber nach Kontakt mit den Toten um. Lisa wird im Keller von Artur angefallen und entkommt ihm, am Hauseingang trifft sie John. Dieser glaubt ihr nicht, wird aber eines besseren belehrt, als sie im Keller mit Blut bespritzt werden und es gewittert.
Sie begeben sich ins Krankenhaus in der Hoffnung, dass sie dort eine Antwort auf die Ereignisse bekommen, doch dort treffen sie zunächst niemanden an. John findet in einem Schreibtisch einen Revolver. Hinter Lisa bricht die Wand auseinander und viele Zombies tauchen auf. Sie zerren Lisa zu sich heran, aber John erschießt ein paar und flieht mit ihr. Während Lisa im Labor des Krankenhauses auf die Tochter des Klempners stößt, trifft John einen Arzt. Dieser wird jedoch getötet, als ein Fenster zersplittert. Im Fahrstuhl findet John Lisa und die Tochter des Klempners wieder, durch die von Zombies versperrten Gänge sind sie jedoch gezwungen, erneut ins Labor zurückzugehen. Auch die Leichen im Labor sind mittlerweile zum Leben erwacht. Als sie durch eine weitere Tür gehen wollen, stellt sich der Leichnam des toten Malers in den Weg. Auch die Tochter des Klempners fällt sie nun an und wird erschossen. Es gelingt John und Lisa, erneut durch eine Tür zu fliehen, jedoch finden sie sich plötzlich im Keller des Hotels wieder. Als sie weiterlaufen, gelangen sie schließlich in eine jenseitige Landschaft, die der Darstellung auf Schweicks Bild entspricht. Die Augen der beiden verändern sich und sehen nun aus wie die der blinden Emily, dabei verkündet eine Stimme, dass sie nun in das Meer der Dunkelheit eintauchen und von diesem verschlungen werden.

## Kritiken

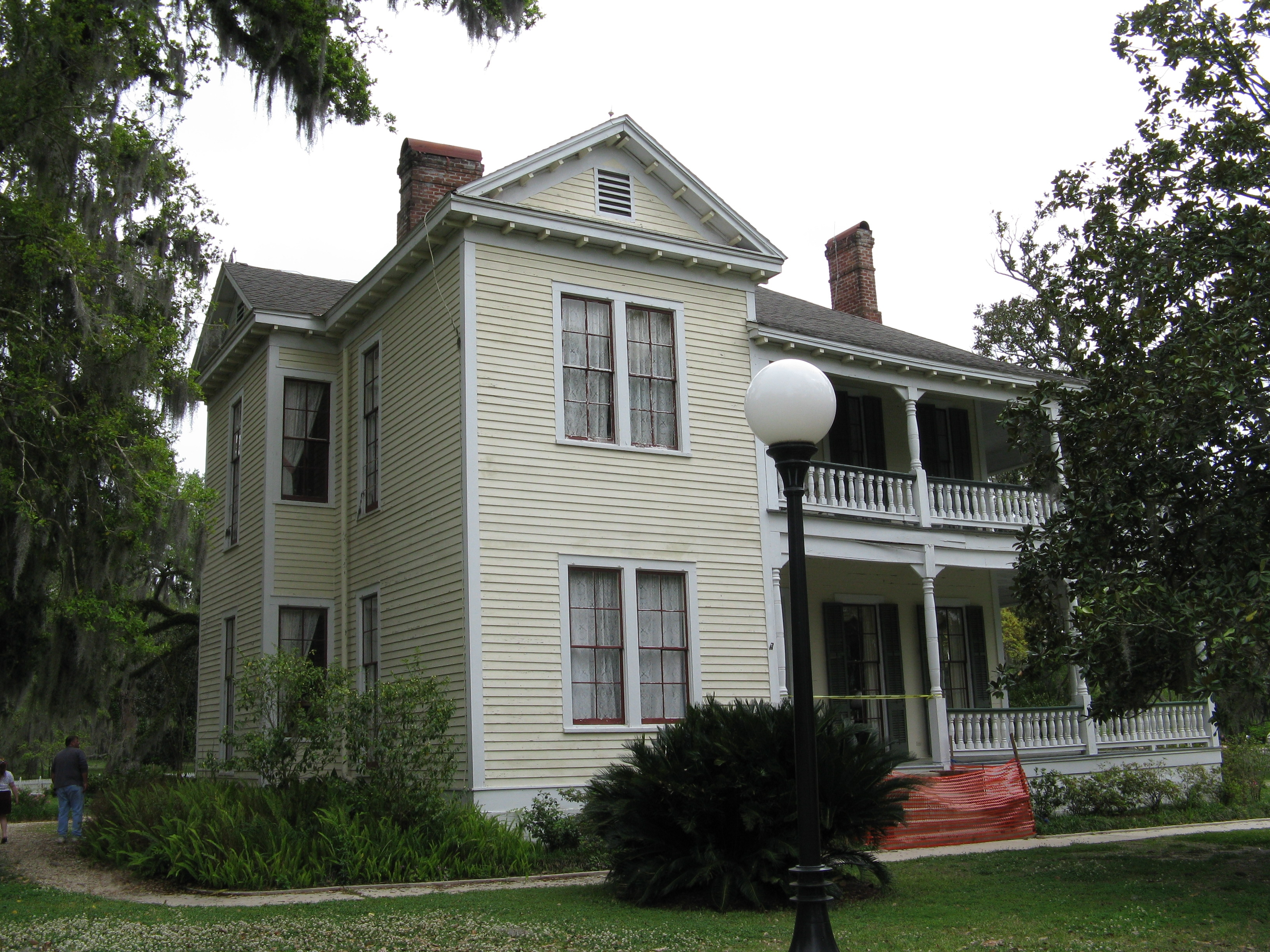
Das historische Otis House in Madisonville, Louisiana (hier auf einer Aufnahme aus dem Jahr 2008) diente im Film als Kulisse.

„Ein okkulter Horrorfilm nach bekannten Vorbildern. Streckenweise ästhetisch ansprechend und stimmungsvoll gestaltet, jedoch wegen seiner platten Zugeständnisse an die faschistischen Handlungsmuster vieler Zombie-Filme und seiner selbstzweckhaften Grausamkeit äußerst zwiespältig.“

„Genauso führen in Fulcis Film alle formalen Komponenten ein fast unheimliches Eigenleben, die eine vollkommen verquere Gruselmär, deren Charaktere sich meistens benehmen wie die Narren, zu einer ungemein atmosphärischen Reise in eine Comic-Strip-Paralleldimension umformt, die das Kunststück fertig bringt, die bewusst künstliche Präsentation von Zirkusattraktionen in den Kontext einer klassischen Geistergeschichte und deren traditionellen Gruselmomente zu integrieren. … Und was das Lustigste ist: Es funktioniert! Auf eine sehr eigenartige Weise, zugegeben, aber es fällt schwer, sich dem mysteriösen Charme des Films zu entziehen, der eindeutig jenseits (L’aldilà) des unfreiwilligen Humors liegt. Es ist so, als wäre Alice statt ins Wunderland in einer Irrenanstalt geraten, und nicht alle Menschen, denen sie dort begegnet, sind nett … […] Der künstliche Gothic-Zirkus des Filmes findet sich auch in der Musik von Fabio Frizzi wieder, deren Chor unausgesetzt intoniert: ‚Do-ve sor-ge cre-a-tu-ra?‘ – was für eine Zeile, was für eine Musik! Die Kameraarbeit von Sergio Salvati steht in Fulci-Produktionen immer für Zooms und Tiefenschärfe-Spielereien in rauen Mengen; so auch hier, der Film ist hyperaktiv.“

## Sonstiges
- Der Mythos um das Buch Eibon, oder auch Liber Ivonis genannt, basiert auf Clark Ashton Smith und wurde später von H. P. Lovecraft übernommen.
- Der Song Seven Doors Hotel (geschrieben von Joey Tempest) von der schwedischen Rockband Europe wurde von dem Film inspiriert. Es war die erste Single der Band, erschienen im Jahr 1983.
- Der Song Demons Gate der schwedischen Doom-Metal-Band Candlemass basiert ebenfalls auf dem Film.[4]
- Die amerikanische Death-Metal-Band Necrophagia hat dazu einen Song mit Musikvideo namens And you will Live in Terror aufgenommen, welches unter anderem im Bonusmaterial der DVD des Films zu finden ist.
- Die nebeneinanderliegenden Leichen in der Filmstelle, in der John und Lisa in das Bild des Malers geraten, wurden von der deutschen Dark-Metal-Band Eisregen als CD-Cover für das Album Leichenlager verwendet.
- Die deutsche Metalband Eisblut singt im Lied Über dem Jenseits vom Album Schlachtwerk über diesen Film, der Text ist dabei aus der Sicht Schweicks geschrieben.
- Die Schweizer Gruppe Brandhärd verwendete in ihrem Stück Noochbrand Teile der Musik des Films. Das Stück gilt als wichtiger Klassiker des Schweizer Hip-Hop.
- Der britische D’n’B-DJ High Contrast verwendete ebenfalls in seinem Lied Everything's different einen Teil des gespielten Violinstückes aus dem Film für sein Album Tough Guys Don’t Dance.

## DVD-Veröffentlichungen in Deutschland
- Label: Astro (Lucio Fulci Collection), 25. Dezember 2000 (DVD „Über dem Jenseits“)
- Label: X-Rated (New Line Edition), 2002 (DVD „Über dem Jenseits“; Cut)
- Label: Laser Paradise (Blood Edition) (DVD „The Beyond“)
- Label: Laser Paradise (Lucio Fulci Collection), 2004 (DVD „Die Geisterstadt der Zombies“)